# 3562 Ignatius
3562 Ignatius (1984 AZ) là một tiểu hành tinh vành đai chính được phát hiện ngày 8 tháng 1 năm 1984 bởi Wagner, J. ở Flagstaff (AM).